# ロテイロ

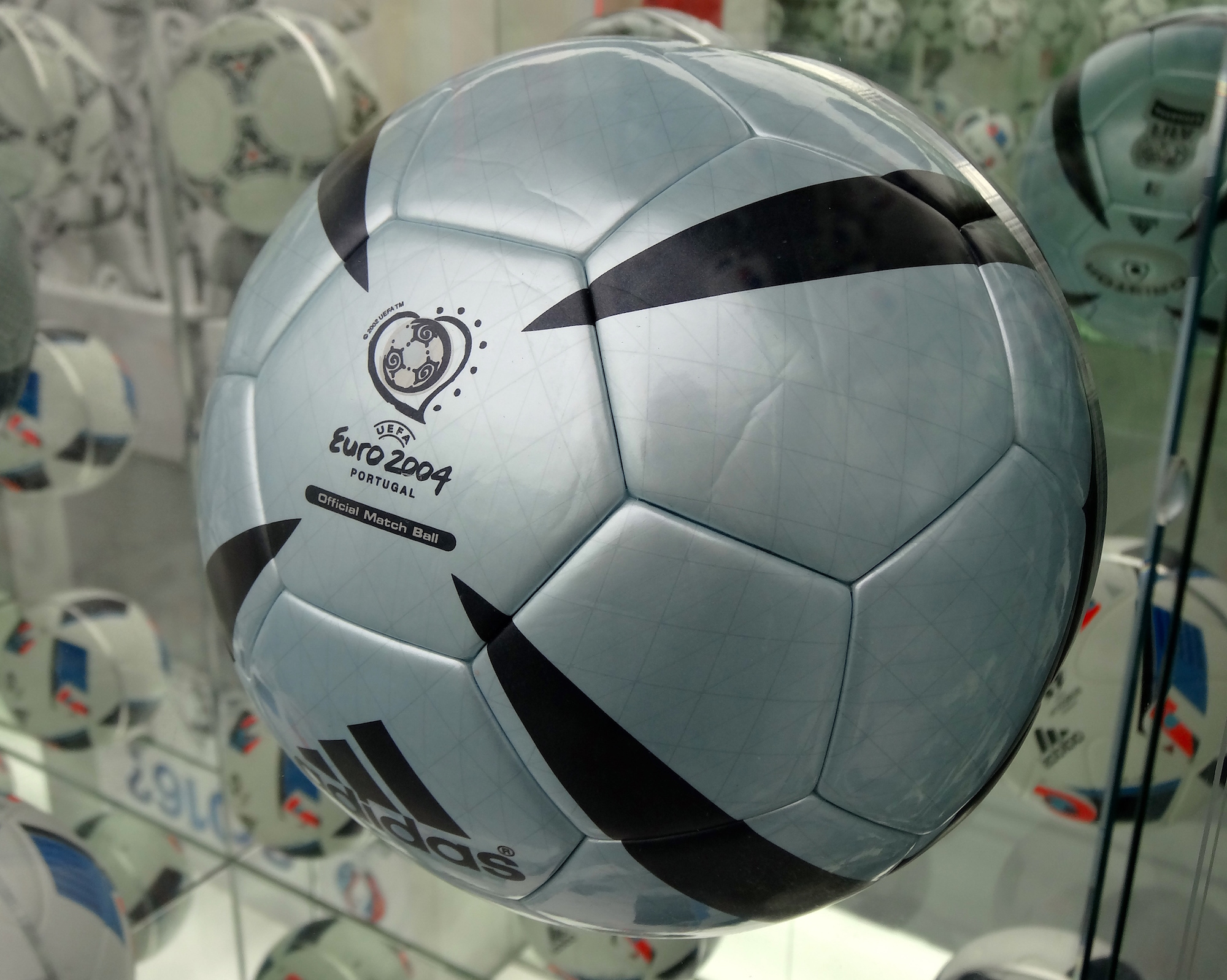
ロテイロ

ロテイロ(Roteiro)は、UEFAが2004年に開催したサッカーのヨーロッパ選手権大会で用いられた公式試合球である。ロテイロとは英語でいうルート（日本でいうと航路）を意味するポルトガル語で、大会開催地となったポルトガルが15・16世紀におこなった世界探検になぞらえてこう名付けられた。アディダス社の製品で、2003年12月1日にポルトガルのリスボンで初披露された。
日本でも2004、2005年のJリーグ公式戦などにも使用された。

## 概要
UEFA欧州選手権2004では、サッカーの主要なトーナメント大会としては初めて、1ゲームにつき必ず1つのボールが使われることになった。ロテイロ・ボールにはプレイする両チームの名前、ゲームの日付、スタジアムの名前、ピッチのセンター・スポットの緯度と経度が刻印されている。アディダスが開発したサーマルボンディング（熱接合）技術が初めて実用化されたボールである。大会の練習および試合のためにアディダスが供給したボールの数は2300個にのぼった。

## 評価
ロテイロは選手権に参加した多くの選手から酷評を受けた。取るのも難しく、ロングパスを送るのも目標に当てるのも困難な上、不規則な動きをするというのである。サッカーイタリア代表のアンドレア・ピルロに至っては、子供の頃に遊んだビニール製のボールのようだったとまで述べている。
選手たちから酷評を受けた公式試合球はロテイロだけではない。2002年のワールドカップで使われたフィーバーノヴァや2006年のワールドカップで使われたチームガイストも選手たちから批判された。

## 特徴
- パネル同士がサーマルボンディング（熱接合）されており、縫い目がないため、耐摩耗性と耐水性に優れている。
- パネル表面の素材にはシンタクティックポリウレタンを用い、耐摩耗性がさらに向上。
- 構造に革新的な技術を採用。
- 高品質なラテックス・チューブ。